# 타라바스
타라바스 - 이 땅의 손님(Tarabas. Ein Gast auf dieser Erde)은 요제프 로트가 망명 이후 처음 쓴 장편소설이다. 비극적 운명을 끝내 스스로 완성하고야 만 한 인간을 통해 인류의 죄악과 참회를 다룬 수작이다. 1934년 첫 출간 당시 헤르만 헤세는 스위스 일간지 《바즐러 자이퉁(Basler Zeitung)》에 이 책에 대해 “요제프 로트의 작품 중 최고의 걸작이다. 진정 순수한 소설이다. 참회와 카타르시스를 잘 다루었다”라는 서평을 실으며 극찬했다.

## 내용
요제프 로트가 나치를 피해 1933년 프랑스로 망명한 이후 처음 쓴 장편소설이다. 1934년 1월부터 3월까지 파리에서 독일어로 발행되던 일간지 《파리저 타게블라트(Pariser Tageblatt)》에 연재소설로 실렸으며, 같은 해 암스테르담에서 출간되었다. 이 소설이 출간되자 헤르만 헤세는 스위스 일간지 《바즐러 자이퉁(Basler Zeitung)》에 “요제프 로트의 작품 중 최고의 걸작이다. 진정 순수한 소설이다. 참회와 카타르시스를 잘 다루었다”라는 서평을 실으며 극찬했다. 그 후 영어, 프랑스어, 이탈리아어, 스페인어, 체코어, 폴란드어 등으로 번역되어 여러 나라에서 출간되었고 1981년엔 오스트리아 공영방송사인 ORF가 2부작 TV용 영화로 제작해 방송했다.
독일 출신의 유대인 작가인 요제프 로트는 어린 시절 오스트리아·헝가리 제국의 동쪽 변방, 즉 러시아와의 국경 지역에서 자랐다. 제1차 세계대전 중 이곳은 오스트리아군과 러시아군 간에 치열한 전투가 벌어지는 격전장이 된다. 이에 작가는 자연스레 러시아인을 주인공으로 삼아 황폐해진 고향의 모습을 담은 소설을 구상한다. 그 결과 탄생한 것이 바로 《타라바스》다.
주인공 타라바스는 러시아 변방 갈리치아 지방 출신의 가톨릭 신자로, 대학 중퇴 후 혁명 모임에 가입했다가 헤르손 총독 저격 사건에 연루된다. 이 일로 아버지에 의해 미국으로 추방된 타라바스는 어느 날 한 집시 여인으로부터 ‘살인자이자 성인이 된다’는 예언을 받는다. 그 후 이 말은 타라바스의 머릿속에 불도장처럼 각인되어 내내 그를 따라다닌다. 예언을 받은 후 또다시 폭력 사건에 휘말린 타라바스는 세계대전이 발발했다는 소식을 접하고 이를 계시로 여기고는 고향으로 돌아가 곧장 입대한다. 전장에 선 그는 허가받은 살인을 일삼는다.
군대의 장교로서 언제나 굳건할 것 같았던 타라바스는 그러나, 붉은 수염을 가진 한 유대인을 만나 극적으로 참회의 계기를 맞는다. 집필 초기 작가는 소설의 제목을 “붉은 수염”으로 하려고 했다고 전한다. 이처럼 이 소설은 작가의 유대인으로서의 정체성과 혼란에 대해서도 섬세하게 다루고 있다. 이 책의 부제 “이 땅의 손님”은 유대인이면서도 가톨릭에 경도되었고, 혁명적 사상을 가졌지만 보수주의자로 알려졌으며, 고향을 떠나 망명지에 생활해야 했던 작가 자신을 상징한다.